# Mette Poulsen
Mette Poulsen (Næstved, 14 de junio de 1993) es una deportista danesa que compite en bádminton. Ganó una medalla de bronce en el Campeonato Europeo de Bádminton de 2017, en la prueba individual.

## Palmarés internacional
| Campeonato Europeo | Campeonato Europeo  | Campeonato Europeo | Campeonato Europeo |
| Año                | Lugar               | Medalla            | Prueba             |
| ------------------ | ------------------- | ------------------ | ------------------ |
| 2017               | Kolding (Dinamarca) | Medalla de bronce  | Individual         |